# Emilio Porrini
Emilio Porrini (Milà, 1858 - Barcelona, 1900) fou un clarinetista italià que va viatjar a Barcelona per tal d'instaurar-se allà com a professor de clarinet i membre de diferents agrupacions musicals.

## Biografia
Es va formar a Milà, on destacà com a primer clarinet als teatres dal Verne i al de la Società dei Concerti Popolari.
A la dècada del 1880 s'establí a Barcelona, on esdevingué primer clarinet del Liceu, així com professor de clarinet i clarinet baix al Conservatori del Liceu, des del 1895, i a l’Escola Municipal de Música de Barcelona.
També va ser concertista a l'Amèrica del Sud, per exemple a València el 1892. Entre els concerts que va deixar hi ha Povero fiore!, que va dedicar a Evarist Arnús, banquer català.